# Stamford (Nebraska)
Pour les articles homonymes, voir Stamford.
Le village de Stamford est situé dans le comté de Harlan, dans l’État du Nebraska, aux États-Unis. Sa population s’élevait à 183 habitants lors du recensement de 2010, estimée à 186 habitants en 2016.

## Source
- (en) Cet article est partiellement ou en totalité issu de l’article de Wikipédia en anglais intitulé « Stamford, Nebraska » (voir la liste des auteurs).